# Brachyoripoda foveolata
Brachyoripoda foveolata är en kvalsterart som beskrevs av Balogh 1970. Brachyoripoda foveolata ingår i släktet Brachyoripoda och familjen Oripodidae. Inga underarter finns listade.